# Léon Bathiat
Léon Bathiat, né le 2 août 1877 à Douai (Nord) et mort le 27 avril 1967 à Neuilly-sur-Seine (Hauts-de-Seine), est un aviateur et industriel français.

## Biographie

### Famille
Paul Léon Hubert Bathiat nait le 2 août 1877 à Douai dans le Nord.
Léonie Bathiat, dite Arletty, se disait cousine de Léon Bathiat. Ce lien de parenté est possible car les deux familles étaient originaires du Puy-de-Dôme au XVIIe siècle mais il n'est pas prouvé par les recherches généalogiques,.

### Carrière professionnelle
Alors qu'il tient un garage à Lille, il se fait apprécier pour ses qualités de monteur. 
En 1900, Léon Bathiat bat le record du monde du cent mètres départ arrêté sur bicyclette. Il est ensuite champion du monde en tricycle à pétrole.
Dès 1910, attiré par l'aviation naissante, il s'initie chez Hanriot à Reims et chez Blériot. Il obtient son brevet de pilote, le no 110 le 21 juin 1910. Alors qu'il ne fait que ses débuts, il apprend que Louis Breguet — blessé après son accident sur le Breguet Type II — cherche un pilote pour le remplacer dans des meetings. Il se fait alors passer pour un pilote expérimenté et s'écrase à son premier atterrissage. Il progresse vite ensuite et participe aux meetings de Rouen, de Champagne, de Ronchin… et casse à chaque fois son avion à l'atterrissage. Louis Breguet rompt alors le contrat qui les lie.
Il devient alors en 1911 pilote d'essai et réceptionnaire chez Sommer. Il remporte la coupe Pommery en traversant la France de Calais à Biarritz entre le lever et le coucher du soleil.
Le 14 février 1911, il remporte le prix du circuit de l’arrondissement de Lisieux, en venant à bout du parcours de 118 kilomètres en quelque deux heures, empochant ainsi 5 000 francs.
En mai 1911, l'aviateur va prendre part à la course Paris – Rome – Turin dont le Petit Journal est l'organisateur, le départ de cette compétition aérienne ayant lieu le 28 mai 1911.
Le 26 janvier 1912, en couvrant 120 kilomètres en 41 minutes et 29 secondes, il s'empare de tous les records du monde de vitesse jusqu'à 120 kilomètres, avec un monoplan Sommer de 70 chevaux. Volontaire pour l'observation et le réglage d'artillerie au début de la Première Guerre mondiale, il est vite rappelé comme moniteur à l'école Blériot où il forme 400 pilotes sur Caudron.
En 1920, il est l'un des fondateurs de l'association Les Vieilles Tiges, association qu'il préside pendant quarante ans de 1922 à 1962. Il en cède la présidence à Joseph Frantz, auteur de la première victoire aérienne au monde en octobre 1914. Le 27 avril 1967, il meurt à Neuilly-sur-Seine où il est enterré au cimetière ancien (1re division).
Il est ensuite décoré de l'ordre de la Francisque.

## Distinctions
- Médaille militaire (1913)
- Commandeur de l'ordre de la couronne d'Italie
- Commandeur de l'ordre de la Couronne
- Chevalier de l'ordre des Saints-Maurice-et-Lazare
- chevalier de l'ordre de Saint-Stanislas de Russie
- Commandeur de la Légion d'honneur (décret du 25 août 1947)[2]. Il est fait commandeur par le général Gaston Ludmann.
- Ordre de la Francisque
- Médaille d'or Arts-Sciences-Lettres

## Galerie

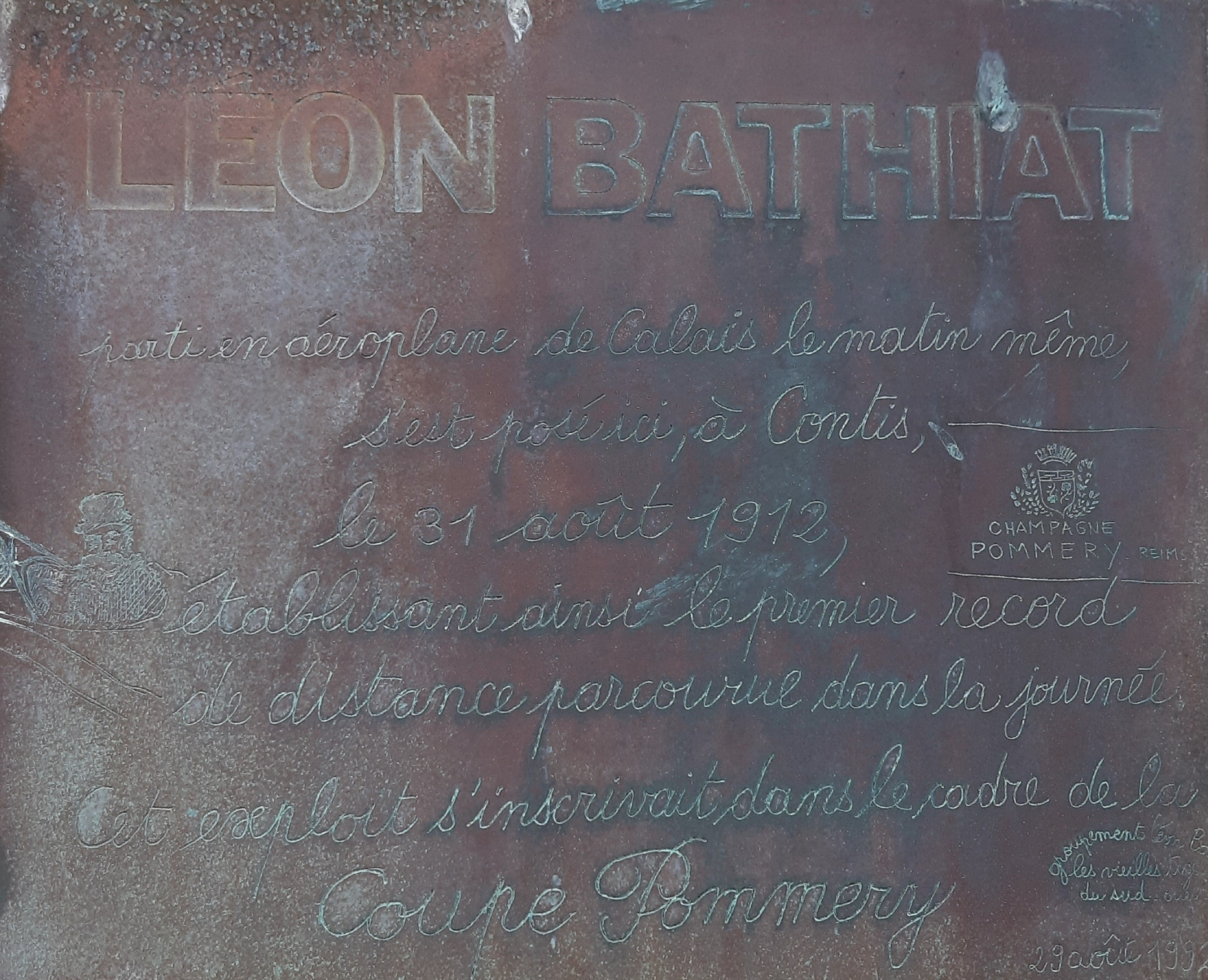
Plaque apposée sur l'église Sainte-Madeleine de Contis commémorant le record établi le 31 août 1912 par Léon Bathiat de la plus grande distance parcourue dans la journée dans le cadre de la coupe Pommery.